# Eparchia della Bačka
L'eparchia della Bačka (in serbo Епархија бачка?, Eparhija bačka) è un'eparchia (diocesi) della Chiesa ortodossa serba che si estende sulla regione storica della Bačka (oggi divisa tra Serbia e Ungheria), con sede nella città di Novi Sad. L'eparchia è attualmente retta dal vescovo Irinej Bulović.

## Storia
L'eparchia della Bačka fu fondata all'inizio del XVI secolo, quando l'intera regione era sotto il dominio ottomano. Ebbe la sua prima sede a Seghedino, attualmente in Ungheria, ma si spostò in seguito in vari monasteri della regione finché, all'inizio del XVIII secolo, fu definitivamente stabilita a Petrovaradinski Šanac, oggi Novi Sad.
Durante la guerra austro-turca (1683-1699) il territorio dell'eparchia fu liberato dall'occupazione turca e con la successiva Pace di Carlowitz del 1699, l'intera Bačka passò sotto il controllo della Monarchia asburgica. Già nel 1694, mentre la guerra era ancora in corso, nella città di Baja (oggi nella parte ungherese della Bačka) si tenne la prima grande assemblea dei Serbi delle terre asburgiche, e l'anno successivo l'eparchia si affiliò alla Chiesa ortodossa serba della Monarchia asburgica, decisione confermata anche al concilio di Krušedol del 1708.
Nel corso del XVIII e del XIX secolo, l'eparchia della Bačka fu una delle diocesi più importanti dal punto di vista culturale fra quelle sottoposte alla metropolia di Karlovci e produsse numerosi vescovi di rilievo. Visarion Pavlović (1731-1756) fu uno dei vescovi serbi più dotti e acculturati del regno asburgico e si impegnò a migliorare l'educazione ricevuta dai fedeli della Chiesa serba. Si spese molto anche in favore dei suoi fedeli ortodossi di nazionalità non serba (principalmente Ruteni e Rumeni), cercando di proteggerli dalle pressioni delle autorità statali ed ecclesiastiche cattoliche, che cercavano di forzarne la conversione al cattolicesimo. Nel secolo a seguire, ben tre vescovi di Bačka (Mojsije Putnik, Stefan Stanković e German Anđelić) furono poi eletti metropoliti di Karlovci.
Dopo la prima guerra mondiale, la quasi totalità del territorio dell'eparchia divenne parte del neonato Regno dei Serbi, Croati e Sloveni (eccetto le sue aree più settentrionali, che rimasero all'Ungheria) e nel 1920, con la restaurazione dell'unità della Chiesa ortodossa serba, anche la Bačka passò all'obbedienza verso il nuovo patriarca di Belgrado. 
Durante la seconda guerra mondiale, quando il Regno di Jugoslavia cessò di fatto di esistere il 17 aprile 1941, la Bačka fu annessa dalle forze ungheresi. L'occupazione magiara fu caratterizzata da violenze, persecuzioni e varie operazioni di pulizia etnica verso i Serbi e gli altri cristiani ortodossi dell'eparchia, con numerose deportazioni e veri e propri massacri indiscriminati, come quello avvenuto a Novi Sad nel gennaio 1942, nel quale persero la vita migliaia di civili, tra cui anche esponenti del clero ortodosso.
Nel corso della guerra, il vescovo della Bačka Irinej Ćirić riuscì a negoziare con le autorità ungheresi il ritorno di numerosi donne e bambini che erano stati deportati al campo di concentramento di Sárvár, che egli ospitò nelle strutture della diocesi. In cambio, accettò di supportare le forze occupanti, offrendo la piena collaborazione della Chiesa ortodossa locale, specialmente in funzione anticomunista, e invitando tutti i suoi fedeli a non cooperare con i movimenti partigiani. Per questo motivo nel 1944, dopo la liberazione della Jugoslavia, il nuovo regime comunista pose il vescovo agli arresti domiciliari per diciassette mesi e continuò a tenerlo sotto stretta sorveglianza fino alla sua morte nel 1955.
La diocesi rimase parte della Jugoslavia comunista fino al 1992 quando, in seguito alla dissoluzione della federazione, passò sotto la giurisdizione della nuova Serbia indipendente.

## Territorio
La giurisdizione dell'eparchia, pur estendendosi per la maggior parte in territorio serbo, copre anche alcune zone della vicina Ungheria: sono parte della diocesi infatti anche le zone della Bačka storica rimaste ai magiari dopo la prima guerra mondiale (quali Baja e Hercegszántó) e la regione di Seghedino, nonché la città di Eger, in Ungheria settentrionale, nella quale vive una consistente comunità serba.

### Vicariati
L'eparchia della Bačka è divisa in otto vicariati:
- vicariato primo di Novi Sad
- vicariato secondo di Novi Sad
- vicariato di Bačka Palanka
- vicariato di Žabalj
- vicariato di Odžaci
- vicariato di Sombor
- vicariato di Subotica
- vicariato di Bečej
- vicariato di Vrbas

## Cronotassi dei vescovi
- Filip † (ante 1526)
- Sava † (post 1526)
- Mardarije (o Makarije) ? †
- Simeon † (ante 1579)
- Georgije † (fl. 1579)
- Mardarije † (fl. 1609)
- Mihailo † (fl. 1651)
- Georgije † (fl. 1667)

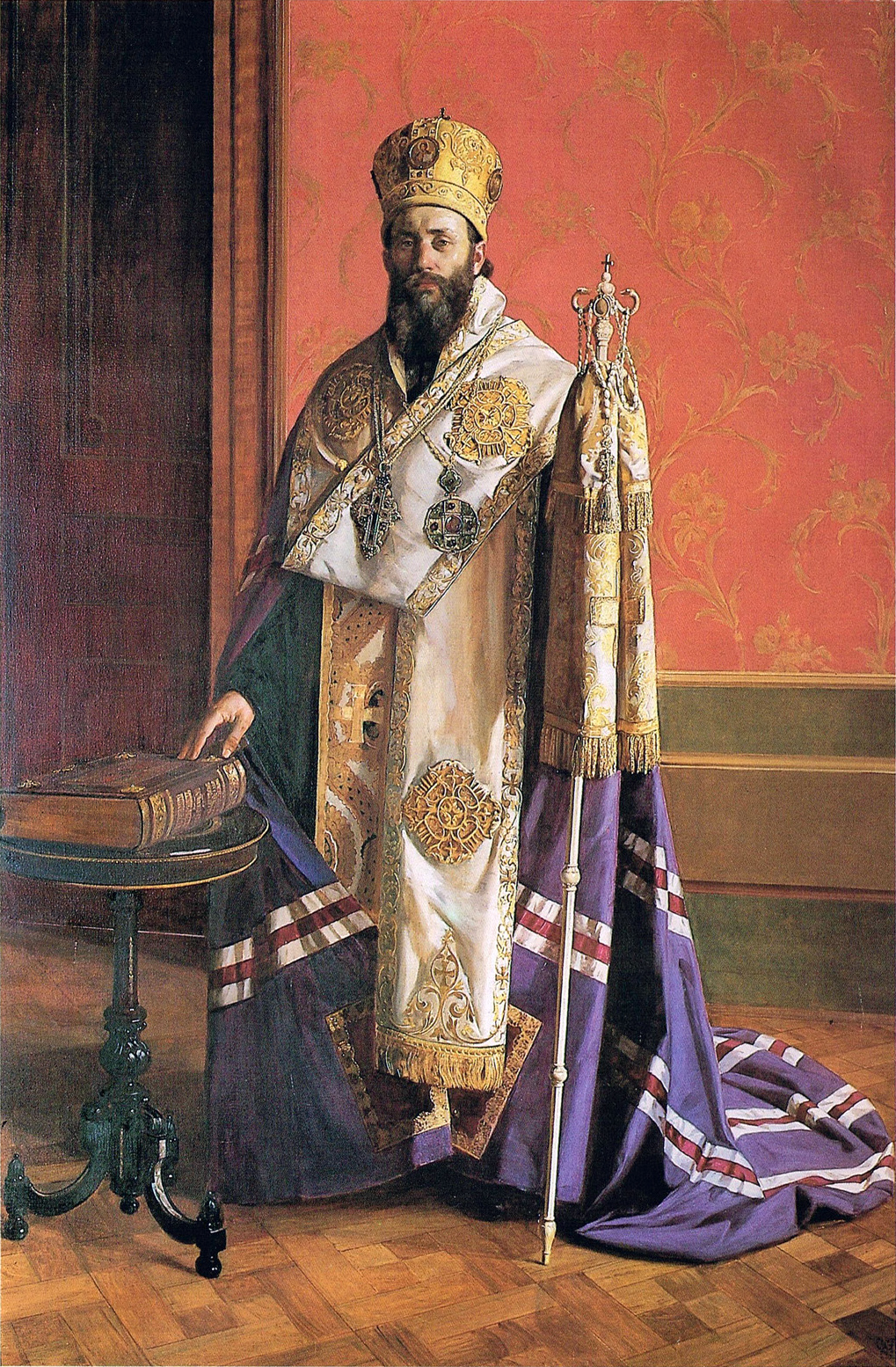
Irinej Ćirić, canonizzato nel 2022

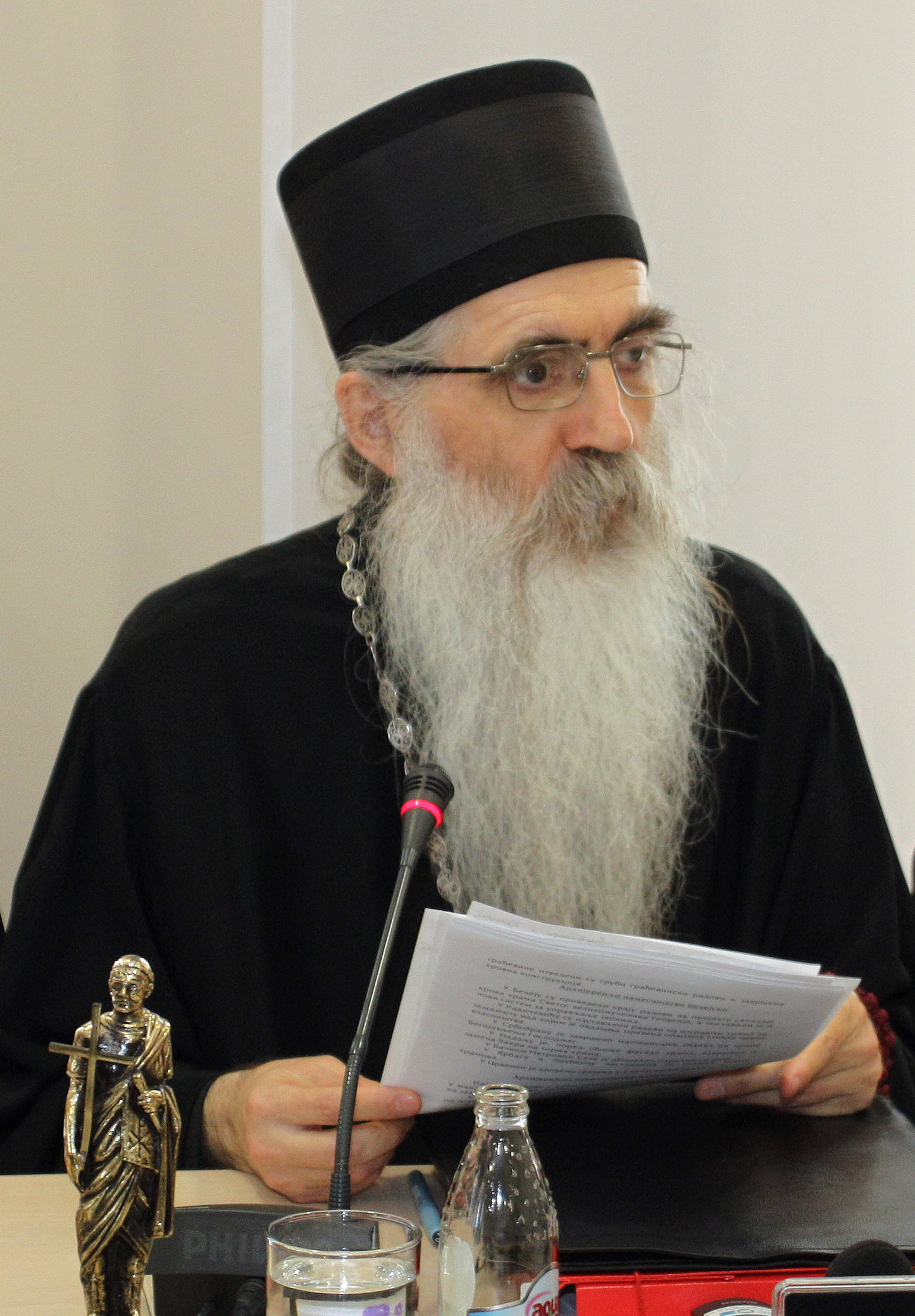
Irinej Bulović, attuale vescovo

- Jeftimije Drobnjak † (1695 - 1708)
- Stevan Metohijac † (1708 - 1709)
- Hristofor Dimitrijević-Mitrović † (1710 - 1712)
- Grigorije Dimitrijević † (1713 - 1717)
- Sofronije Tomašević † (1718 - 1730 deceduto)
- Visarion Pavlović † (1731 - 1756 deceduto)
- Mojsije Putnik † (1757 - 1774 eletto vescovo di Timișoara)
- Arsenije Radivojević † (1774 - 1781 ritirato)
- Atanasije Živković † (1781 - 1782 deceduto)
- Josif Jovanović Šakabenta † (1784 - 1786 nominato vescovo di Vršac)
- Jovan Jovanović † (1786 - 1805 deceduto)
- Gedeon Petrović † (1807 - 1832 deceduto)
- Stefan Stanković † (1834 - 1837 eletto metropolita di Karlovci)
- Georgije Hranislav † (1839 - 1843 deceduto)
  - Arsenije Stojković † (1843 - 1851) (amministratore diocesano)
- Platon Atanacković † (1851 - 1867 deceduto)
- German Anđelić † (1874 - 1881 eletto metropolita di Karlovci)
- Vasilijan Petrović † (1882 - 1891 deceduto)
- German Opačić † (1893 - 1899 deceduto)
- Mitrofan Šević † (1900 - 1918 deceduto)
- Irinej Ćirić (1922 - 1955 deceduto)
- Nikanor Iličić † (1955 - 1986 deceduto)
  - Vasilije Vadić (1986 - 1988) (amministratore diocesano)
  - Sava Vuković (1988 - 1990) (amministratore diocesano)
- Irinej Bulović dal 1990

## Vescovi ausiliari
Recentemente nell'eparchia di Bačka è stata istituita, come per molte altre diocesi serbe, la figura di un vescovo ausiliario ufficiale, che porta il titolo di "vescovo di Mohács".
- Isihije Rogić (2018 - 2021 nominato vescovo di Valjevo)
- Damaskin Grabež dal 6 settembre 2021

## Monasteri

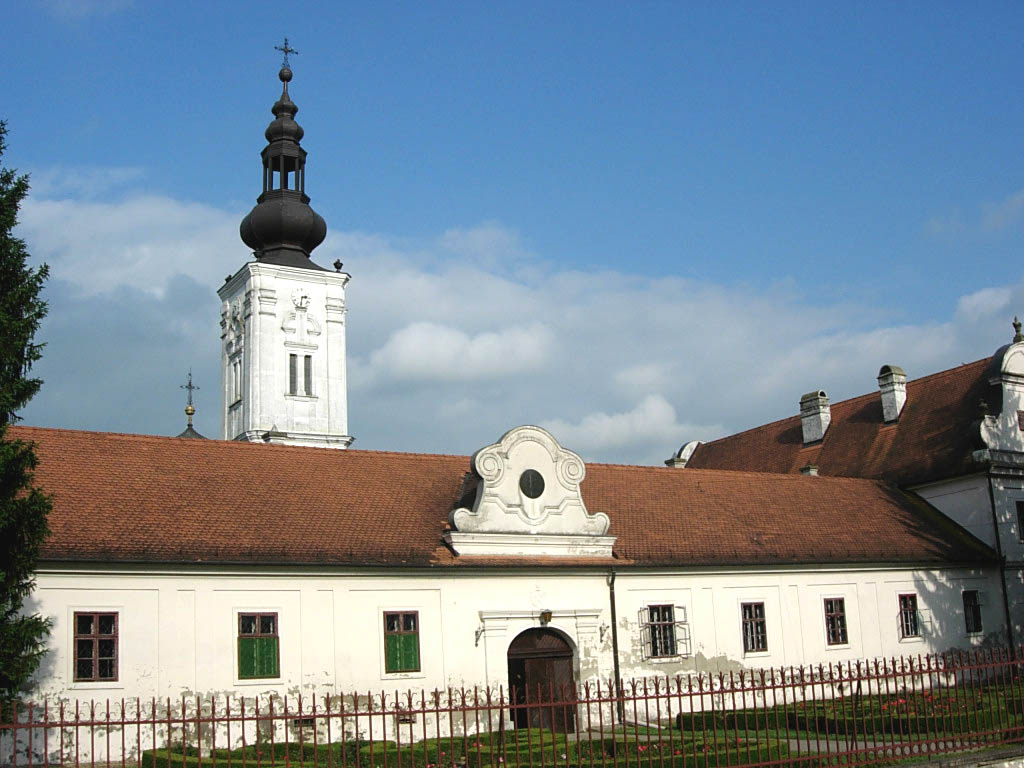
Monastero di Bođani

Sul territorio dell'eparchia insistono i seguenti monasteri:
- Monastero di Bođani
- Monastero di Vodica
- Monastero di Kać
- Monastero di Kovilj
- Monastero di Santo Stefano